# Mostafa Hashemitaba
Mostafa Hashemitaba (en persan : مصطفی هاشمی‌طبا), né le 22 mai 1946 à Ispahan (Province d'Ispahan), est un homme politique iranien. Il est un ancien Ministre de l'industrie et un ancien chef du Comité national olympique de la République islamique d'Iran. Il est candidat à l'élection présidentielle de 2017, mais se retire avant le scrutin, au profit du président sortant Hassan Rohani.